# 长青镇
长青镇，是中华人民共和国陕西省宝鸡市凤翔区下辖的一个乡镇级行政单位。

## 行政区划
长青镇下辖以下地区：
罗钵寺村、石头坡村、高嘴头村、马道口村、孙家南头村和长青村。